# IC 4267
IC 4267 ist eine Spiralgalaxie vom Hubble-Typ Sbc im Sternbild Wasserschlange. Sie ist schätzungsweise 193 Millionen Lichtjahre von der Milchstraße entfernt.

Das Objekt wurde am 4. Mai 1904 von Royal Harwood Frost entdeckt.